# Беларусь и война в Донбассе (2014—2022)

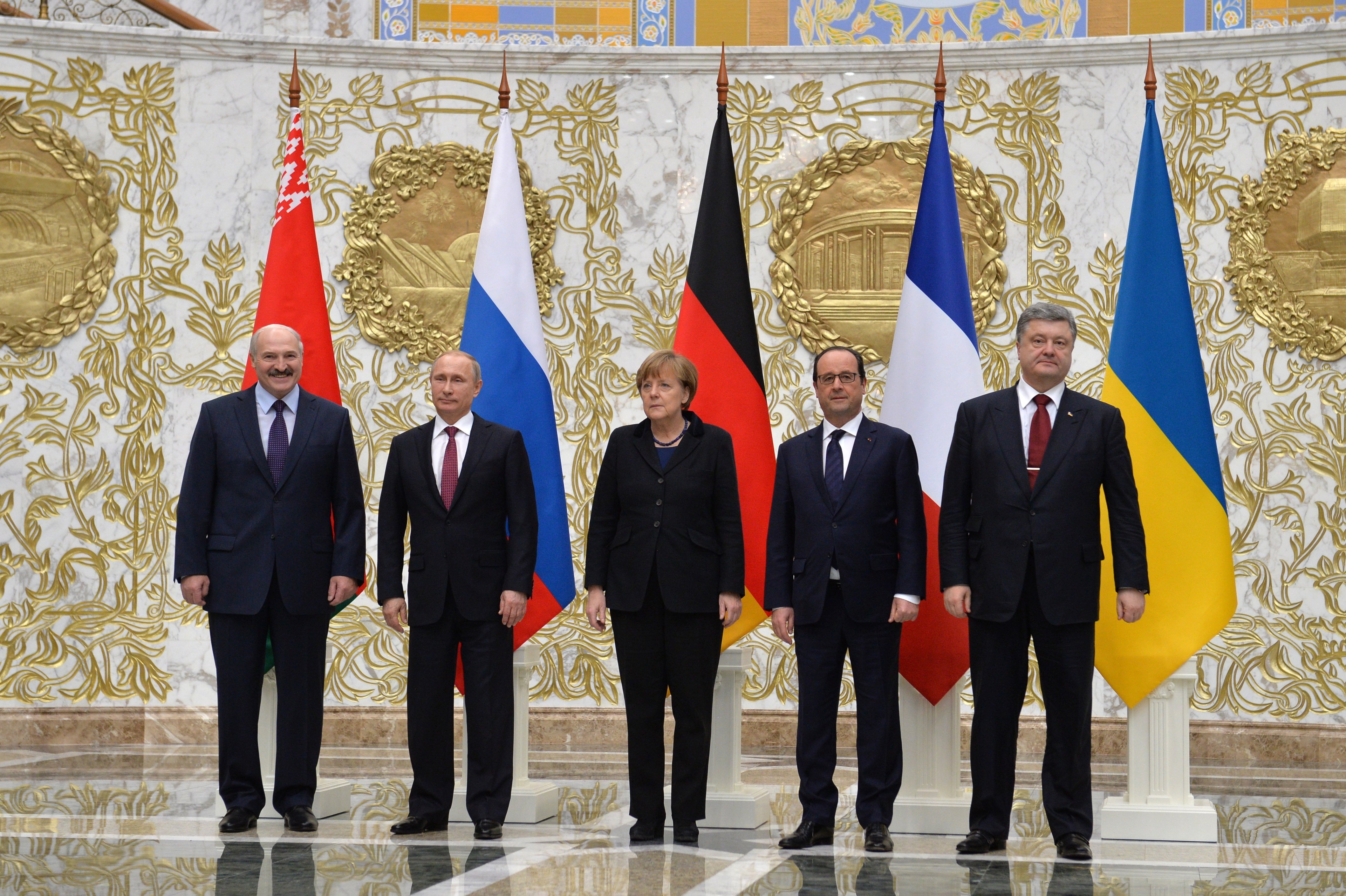
Президент Беларуси Александр Лукашенко и лидеры «Нормандской четвёрки» на переговорах в Минске. 11 февраля 2015 года.

Республика Беларусь и её граждане находились в разной степени вовлечённости в вооружённый конфликт на востоке Украины. События ознаменовались самым масштабным участием белорусов в боевых действиях за рубежом в XXI веке.

## Мирный процесс
В мае 2014 года начальник управления информации МИД Республики Беларусь Дмитрий Мирончик призвал стороны вооружённого конфликта к мирному диалогу. Он заявил, что решение данного вопроса должно базироваться на объединительных началах, и его необходимо искать в первую очередь в рамках широко общенационального диалога, в котором были бы представлены интересы всех сил.
В июле в Минске, столице Беларуси, был запущен мирный процесс по украинскому конфликту. Здесь же в качестве рабочего органа для решения оперативных вопросов создана трёхсторонняя контактная группа, состоящая из представителей Украины, непризнанных Донецкой и Луганской народных республик, России, а также ОБСЕ. Для решения кризиса из глав государств и дипломатов России, Украины, Франции и Германии сформировалась так называемая «Нормандская четвёрка». В феврале 2015 года на встрече представителей этой группы в Минске присутствовал и Александр Лукашенко. В рамках серии встреч и переговоров были подписаны ряд соглашений, известных как «минские». Среди них:
- Минский протокол или Минск-1 (5 сентября 2014)
- Минский меморандум (19 сентября 2014)
- Второе минское соглашение или Минск-2 (11—12 февраля 2015)

В то же время в миссию ОБСЕ по мониторингу ситуации в зоне боевых действий были направлены двое белорусских военных.
Выступив посредником в украинском кризисе, страна привлекла к себе повышенное внимание с разных сторон. Белорусские власти, кроме удерживания России и США от наращивания противостояния по предмету конфликта на Донбассе, также добивались улучшения своих имиджевых позиций на Западе.
Тем не менее Беларусь добивалась большей роли в мирном урегулировании. Так, в ноябре 2017 года министр иностранных дел Владимир Макей заявил о готовности направить белорусских военнослужащих-миротворцев на Донбасс, если это поддержат все заинтересованные стороны. В сентябре 2019 года президент Александр Лукашенко вновь поднял эту тему. Лидер государства сообщил о том, что его страна готова ввести своих миротворцев на Донбасс и взять по контроль протяженный участок украинско-российской границы. За ввод белорусских миротворцев выступил также советник президента Украины Петра Порошенко, бывший генсек НАТО Андерс Фог Расмуссен. Однако, как заявила заместитель главы МИД Украины Елена Зеркаль, Республика Беларусь не может принимать участия в миротворческой миссии ООН в Донбассе из-за членства в ОДКБ.

## Белорусы-комбатанты

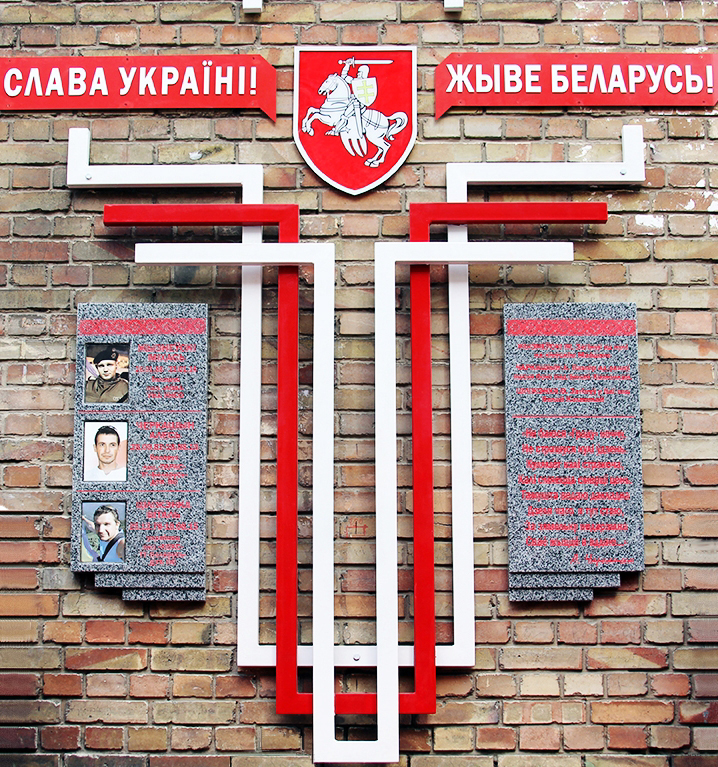
Памятная доска белорусам в Киеве, погибших в ходе Донбасского конфликта на стороне Вооружённых Сил Украины.

Граждане страны воевали как на стороне Вооружённых сил Украины (Тактическая группа «Беларусь» с июня 2015, отряд «Погоня» с июня 2014 по сентябрь 2016, батальоны «Азов» и «Торнадо», а также обычные подразделения ВСУ), так и на стороне донбасских сепаратистов (в составе батальона «Восток» и казачьих отрядов). Во время боёв за Иловайск (август—сентябрь 2014) зафиксировано участие отряда «Погоня», в ходе которых отличились военнослужащие с позывными «Брест», «Усач» и «Бугор», сумевшие подбить в уличных боях танк Т-72 и две БМД ополчения ДНР. Тактическая группа «Беларусь» принимала участия в боях за Авдеевку, Пески, Волноваху, Марьинку.
На 28 марта 2018 года, согласно информации белорусских властей, в конфликте приняли участие 188 добровольцев из Республики Беларусь. Однако существуют и другие цифры. Так, по данным Belsat, общее число участников конфликта с белорусским гражданством к этому времени достигло 1 тыс. человек. В ГУБОПиК страны заявили, что приток в зону боевых действий белорусов, характерный для первых лет внутриукраинского конфликта, к 2018 году был сбит. На тот момент правоохранительные органы проверяли на причастность к наёмничеству на территории Украины более 730 белорусских граждан и лиц без гражданства, проживающих в республике.
Согласно Общественному сектору отряда «Погоня», в войне на Донбассе с украинской стороны приняли участие около 200—250 белорусских граждан. Соавтор документальной книги «Добробаты», бывший пресс-офицер батальонов «Днепр-1» и «Донбасс» Василиса Трофимович называла цифру в 400—500 человек, причём именно лиц с гражданством Республики Беларусь, без учёта этнических белорусов из украинской армии. Исходя из слов ветерана конфликта Александра Жучковского, по количеству бойцов в рядах сепаратистов Беларусь обходит только Россия. Численность белорусских наёмников и добровольцев на стороне самопровозглашённых республик он оценил в 700—1000 человек. В 2016 году белорус Александр Огренич (позывной «Горынич»), возглавлявший подразделение разведки ополченцев, назвал цифру в 700—800 комбатантов.
На март 2020 года известно о гибели 20 граждан и уроженцев республики: 9 — на стороне Украины, 11 — сепаратистов.
| Время            | Место                 | Сторона                      | Имя                                    | Характер           |
| ---------------- | --------------------- | ---------------------------- | -------------------------------------- | ------------------ |
| 31 августа 2014  | Луганский аэропорт, ? | Формирования ЛНР, ВС Украины | Вадим Василевский¹, Василий Гончаренко | бой, заболевание   |
| 28 сентября 2014 | Донецкий аэропорт     | ВС Украины                   | Юрий Соколочка                         | бой                |
| 27 ноября 2014   | Дебальцево            | ВС Украины                   | Александр Будько                       | бой                |
| 14 декабря 2014  | ?                     | Формирования ЛНР/ДНР         | Дмитрий Калашников                     | бой                |
| 16 января 2015   | ?                     | Формирования ЛНР/ДНР         | Александр Мельников                    | бой                |
| 1 февраля 2015   | около Троицкого       | Формирования ЛНР             | Сергей Напреев                         | бой                |
| 12 февраля 2015  | около Логвиново       | ВС Украины                   | Игорь Турков                           | бой                |
| 20 апреля 2015   | Алчеевск              | Формирования ЛНР             | Сергей Стебихов                        | подорвался на мине |
| 7 мая 2015       | Луганское             | ВС Украины                   | Дмитрий Казаченок                      | бой                |
| 3 июля 2015      | Раевка                | Формирования ЛНР             | Вадим Василевский¹                     | бой                |
| 28 августа 2015  | Белый Каменец         | ВС Украины                   | Александр Черкашин                     | скончался от ран   |
| 15 декабря 2015  | около Коминтерново    | Формирования ДНР             | Вадим Савищев или Савичев              | бой                |
| 9 января 2016    | ?                     | Формирования ДНР             | Евгений Кононов                        | бой                |
| 15 апреля 2016   | Жолобок               | Формирования ЛНР             | Андрей Мокич                           | бой                |
| 8 сентября 2016  | Марьинка              | ВС Украины                   | Олег Веренич                           | бой                |
| 3 ноября 2016    | ?                     | ВС Украины                   | Олег Подоровский                       | заболевание        |
| 1 января 2018    | ?                     | Формирования ДНР             | Георгий Авдеев                         | бой                |
| 30 марта 2018    | ?                     | Формирования ЛНР/ДНР         | Роман Безруков                         | бой                |
| 18 февраля 2020  | ?                     | Формирования ЛНР             | Антон Коровин                          | бой                |

¹ Василий Климентьевич и Василий Александрович, полные тёзки.
*В список не включён Виталий Тилиженко, погибший 10 августа 2015 в Волновахе. Несмотря на то, что он был членом ТГ «Беларусь», Тилиженко не имел белорусского гражданства и не был уроженцем страны.

### Уголовные преследования
По статье 361-3 уголовного кодекса республики участие на территории иностранного государства в вооружённых конфликтах или военных действиях карается до 5 лет ограничения свободы или от 2 до 5 лет тюрьмы, а по статье 361-1 за создание экстремистского формирования либо руководство таким формированием или входящим в него структурным подразделением грозит до 10 лет тюрьмы.
Активно отслеживать ветеранов конфликта белорусские силовики начали с 2015 года. В 2017 году следователи возбудили 10 уголовных дел, и уже к уголовной ответственности привлекли семь человек. Со слов начальника Главного управления по борьбе с организованной преступностью и коррупцией (ГУБОПиК) МВД полковника милиции Николая Карпенкова, кроме этого установлено более 20 граждан Украины, России, Таджикистана, проживавших на территории Беларуси и воевавших на Донбассе. Председатель КГБ Валерий Вакульчик в 2019 году заявил, что фигурантами уголовных дел о наёмничестве являются 138 человек. Суды, как правило, проходились в закрытом режиме и не всегда известны СМИ. Наиболее громкими стали следующие:
- 2016: Осенью 28-летнего уроженца Новополоцка Тараса Аватарова, вернувшегося с войны на Донбассе, осудили на 5 лет. Однако ему предъявили обвинения в хранении и перевозке боеприпасов. Мужчину задержали ночью на железнодорожном вокзале. Его выдал торчащий из-под куртки бронежилет. При обыске в вещах нашли самодельную гранату, пистолет и справку об участии в антитеррористической операции в Украине, выданную группировкой «Правый сектор».
- 2017: В марте осудили 20-летнего витеблянина, который воевал в составе батальона «Азов». Судебный процесс был возбуждён не по наёмничеству, а за грабёж, разжигание расовой, национальной вражды и розни, хранение и распространение порнографии, особо злостное хулиганство и надругательство над памятниками защитникам Отечества. В итоге тот получил 7 лет колонии усиленного режима. В сентябре 29-летний белорус получил 2 года ограничения свободы без направления в исправительное учреждение открытого типа — его судили по статье 361-3. По неофициальным данным, это житель Постав, воевавший на востоке Украины. Через месяц по той же статье и такой же срок получил 41-летний житель Речицы, который воевал за самопровозглашенную ДНР. В декабре гомельчанина, воевавшего на стороне донецких сепаратистов, осудили на два года. Гомельский областной суд вынес приговор 29-летнему белорусу по уголовной статье «Участие на территории иностранного государства в вооружённом формировании или вооружённом конфликте, военных действиях, вербовка либо подготовка лиц к такому участию». За наёмничество по статье 361-3 белорус получил минимальный срок — 2 года лишения свободы. В суде обвиняемый уверял, что не являлся военнослужащим, не имел огнестрельного оружия и не участвовал в боевых действиях. Со слов гомельчанина, он вступил в российскую общественную организацию, принял присягу на верность и направился с гуманитарной миссией на территорию Украины, которая находится под контролем ЛНР.
- 2018: В мае по 361-3 колонии общего режима получил житель города Круглое. Белорус воевал на стороне самопровозглашенной ЛНР.

9 сентября 2015 года в гостиничном комплексе под Киевом сотрудниками уголовного розыска и военной прокуратуры Украины был задержан брестчанин Даниил Александрович Ляшук (род. 1 ноября 1995), известным также как «Моджахед». Он обвинялся в причастности к мародёрству, похищениям, жестоким пыткам и истязаниям населения Луганской области. Белоруса украинские правоохранительные органы искали более двух месяцев. Ему были предъявлены обвинения, предусмотренные частью 1 статьи 255 («Создание преступной организации с целью совершения тяжкого или особо тяжкого преступления или участие в ней, или участие в преступлениях, совершаемых такой организацией»), частью 5 статьи 27 («Пособничество в совершении преступления или его сокрытие»), частью 2 статьи 365 («Превышение власти или служебных полномочий, если оно сопровождалось насилием, применением оружия или мучительными и оскорбляющими личное достоинство потерпевшего действиями»), частью 3 статьи 146 («Незаконное лишение свободы или похищение человека, совершенные в составе организованной группы, или повлекшие тяжкие последствия») и частью 2 статьи 127 УК Украины («Пытки, совершенные по предварительному сговору группой лиц, или должностным лицом с использованием своего служебного положения»). По данным следствия, в период между 13 марта и 2 апреля 2015 года Ляшук принимал участие в похищении и пытках 10 человек. Главный военный прокурор Анатолий Матиос отметил, что именно он «с чрезвычайным цинизмом и дерзостью, жестокостью и безжалостностью совершал наиболее жестокие пытки местного населения Луганской области, организовывал и принимал непосредственное участие в изнасиловании задержанных, которых он вместе с другими подозреваемыми похищал из корыстных побуждений».
Ранее Ляшук числился как околофутбольный «правый» рэпер Дэнни Мэд, участвовал в драках с членами «антифа», болел за брестский «Динамо». За ним также зафиксированы симпатии к боевикам ИГИЛ и нацистским идеям. 24 ноября 2014 года он выехал из Бреста на маршрутном автобусе на Украину. Ляшук вступил в роту патрульной службы милиции особого назначения «Торнадо» ГУ МВД Украины в Запорожской области под командованием неоднократно судимого Руслана Онищенко. В начале 2015-го белорус получил ранения в боях под Луганском. После днепропетровского госпиталя вернулся в ряды роты «Торнадо».
В апреле 2017 года оболонский суд Киева вынес приговор 12 бойцам добровольческой спецроты милиции «Торнадо», в том числе и Ляшуку. Белорус получил 10 лет тюрьмы.
23 мая 2021 года борт FR4978 ирландской авиакомпании Ryanair, летевший из Афин в Вильнюс, получил сообщение о минировании и приземлился в национальном аэропорту Минск. Первоначально государственное агентство БелТА сообщило, что инициатива досрочного приземления исходила от пилотов однако впоследствии представитель Ryanair сообщил, что курс самолёта был изменён по указанию белорусского центра по управлению воздушным движением. От белорусских диспетчеров, по утверждению авиакомпании, поступила информация об угрозе взрыва на борту самолёта. После посадки был задержан белорусский оппозиционый активист Роман Протасевич, ранее воевавший на Донбассе в составе проправительственного батальона «Азов». Представители самопропровозглашённых республик обвиняли белоруса в совершении преступлений против мирного населения. Президент Александр Лукашенко заявил, что не возражает против того, чтобы сепаратисты приехали в Минск и допросили задержанного.

## Гуманитарная помощь
Первая гуманитарная помощь для жителей юго-востока Украины была собрана и направлена в декабре 2014 года Союзом афганцев Беларуси, совместно с группой «СССР» и российскими единомышленниками. Груз доставлен в Новосветловку. Волонтёры привезли еду для нуждающихся жителей и более 35 тысяч книг, которые пошли в библиотеки Донбасса.
26 апреля 2017 года Александр Лукашенко огласил намерения отправить теперь уже правительственную гуманитарную помощь. В июне груз был отправлен. Гуманитарная помощь состояла из стандартного продуктового и гигиенического комплекта из расчёта на четыре тысячи человек. В него входили подсолнечное масло, крупы и макаронные изделия, сахар, мясные консервы, дрожжи, мука, шампунь, мыло, зубная паста, моющие и другие гигиенические средства. Общий вес груза составил 58 тонн.
В июне 2018 по маршруту Минск — Киев — Северодонецк — Краматорск отправился новый конвой с гуманитарной помощью для жителей региона. Груз включал продукты питания, одеяла, палатки, передвижные дизельные электростанции и обувь, а также 150 комплектов парт и стульев для детей старшего школьного возраста, 75 шкафов для школьных принадлежностей и учебников и 44 холодильника «Атлант». Общим вес груза составлял 55 тонн, общей стоимостью около 80 тыс. долларов. В Киеве были выгружены продукты, а мебель и холодильники отправлены непосредственно в Восточную Украину.

## Беженцы
По данным комиссара ООН по делам беженцев, к ноябрю 2016 года в страну прибыло около 160 тыс. украинских беженцев. Далеко не все они были из Донбасса. Часть их прошла процедуру натурализации, часть получила разрешение на постоянное проживание, часть просто получила временное убежище и после нормализации ситуации вернулась в государство гражданской принадлежности или переехала в третьи страны. По распоряжению Александра Лукашенко беженцам были предоставлены льготы, в том числе приоритет при оформлении документов и содействие в трудоустройстве. Как заявил начальник Департамента по гражданству и миграции МВД Алексей Бегун, на 2020 год более 3 тыс. 850 граждан Украины имели на территории Беларуси дополнительную защиту, также некоторым из них предоставлен статус беженца, 2/3 являлись лицами трудоспособного возраста и работали на территории страны, 12 % граждан находились в отпуске по уходу за ребёнком, многие украинцы, которые получили дополнительную защиту, родили в республике детей и достаточно интенсивно интегрировались в общество.
По словам белорусского юриста Максима Ганцевича, большинство украинцев, бежавших от военных действий в Беларусь, даже не пытались получить статус беженца и находились фактически в статусе трудовых мигрантов. Многие вообще не считали нужным становиться на учёт в посольстве и не пытались официально трудоустроиться. Кроме того, некоторые пересекали границу многократно, а кто-то не был намерен получать вид на жительство или находится в Беларуси кратковременно. Но большинство людей, бежавших от конфликта, просто не знали, что при пересечении границы им сразу же нужно было заявить о подаче на статус беженца. Вместо этого они сначала ехали к родственникам или друзьям, а уж потом обращались в отделы по гражданству и миграции за регистрацией.